# كأس أبطال أوروبا لكرة السلة 1963–64
كأس أبطال أوروبا لكرة السلة 1963–64 هو الموسم 7 من  الدوري الأوروبي لكرة السلة. أشرف على تنظيمه الاتحاد الأوروبي لكرة السلة، وكان عدد الأندية المشاركة فيه  23، وفاز فيه ريال مدريد لكرة السلة.